# Rocas Yamana
Die Rocas Yamana (spanisch) sind eine Gruppe von Klippenfelsen im Archipel der Südlichen Shetlandinseln. Sie liegen unmittelbar vor dem Playa Yamana und rund 180 m nordwestlich der Landspitze Punta El Hallazgo vor der Westseite des Kap Shirreff der Livingston-Insel.
Wissenschaftler der 40. Chilenischen Antarktisexpedition (1985–1986) benannten sie in Anlehnung an die Benennung des benachbarten Strands. Dieser wiederum ist so benannt, da die Wissenschaftler am Punta El Hallazgo einen menschlichen Schädel der Yámana gefunden hatten.